# Holly Fischer
Holly Fischer (* 20. März 2003) ist eine britische Tennisspielerin.

## Karriere
Fischer spielte bislang hauptsächlich auf Turnieren der ITF Juniors World Tennis Tour und der ITF Women’s World Tennis Tour, wo sie aber bislang noch keinen Titel gewinnen konnte.
2017 erhielt sie eine Wildcard für das Hauptfeld des Juniorinneneinzel in Wimbledon, wo sie aber bereits in der ersten Runde gegen Mai Hontama mit 4:6 und 1:6 verlor. Für das Hauptfeld im Juniorinnendoppel erhielt sie mit ihrer Partnerin Emma Raducanu ebenfalls eine Wildcard, die beiden verloren aber auch hier bereits in der ersten Runde gegen die Paarung Emiliana Arango und Ellie Douglas mit 5:7 und 3:6.
2018 erhielt Fischer sogar eine Wildcard für die Qualifikation zum Hauptfeld im Dameneinzel in Wimbledon, wo sie gegen Alexandra Dulgheru mit 0:6 und 1:6 aber klar verlor.
2019 trat Fischer in Wimbledon dann wieder im Juniorinneneinzel an, wo sie aber wiederum bereits in der ersten Runde gegen Mai Napatt Nirundorn mit 5:7, 6:4 und 1:6 verlor. Im Juniorinnendoppel erreichte sie an der Seite ihrer Partnerin Matilda Mutavdzic das Achtelfinale, wo die Paarung aber dann gegen Chloe Beck und Emma Navarro mit 3:6, 6:4 und 4:6 verlor.